# ウラジーミル・ソコロフスキー＝アフトノモフ

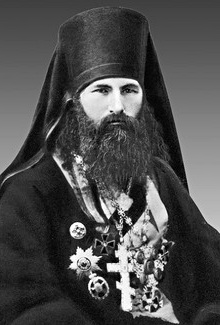
ウラジーミル（ソコロフスキー＝アフトノモフ）。パナギアではなく胸掛け十字架をさげた姿で写っているため、主教叙聖（1887年）より前、司祭叙聖（1878年）より後に撮影されたものと考えられる。

ウラジーミル・ソコロフスキー＝アフトノモフ（ロシア語: Владимир Соколовский-Автономов, 1852年12月31日 - 1933年）は、正教会の主教である。俗名はワシーリィ・グリゴーリエヴィチ・ソコロフスキー＝アフトノモフ（ロシア語: Василий Григорьевич Соколо́вский-Автоно́мов）。
1852年ロシアのポルタヴァ県に生まれる。1878年カダン神学大学を卒業して、10月3日に修道司祭に叙聖される。
1880年ニコライ・カサートキンに招かれて来日、ニコライの補佐と、正教神学校の充実を図った。1884年に典院昇叙。1885年ロシアに帰国する。
1887年アラスカのアリューシャンの主教に叙聖される。1888年米国伝道のために5人の祭司と18名のホルム神学校の生徒18人を連れて、サンフランシスコに行く。そこで、聖歌隊を育成し、英語で聖体礼儀を実施する。
1891年にロシアに帰国。同年6月、主教叙聖。
1910年3月に病気のため管轄司祭職から離れ、モスクワの聖アンドロニク修道院で講師を務める。
1921年、大主教昇叙。
1933年、（宗教弾圧政策をソ連政府がとっている中）モスクワの修道院で貧困のうちに永眠。